# 76 mm armata przeciwlotnicza wz. 1938

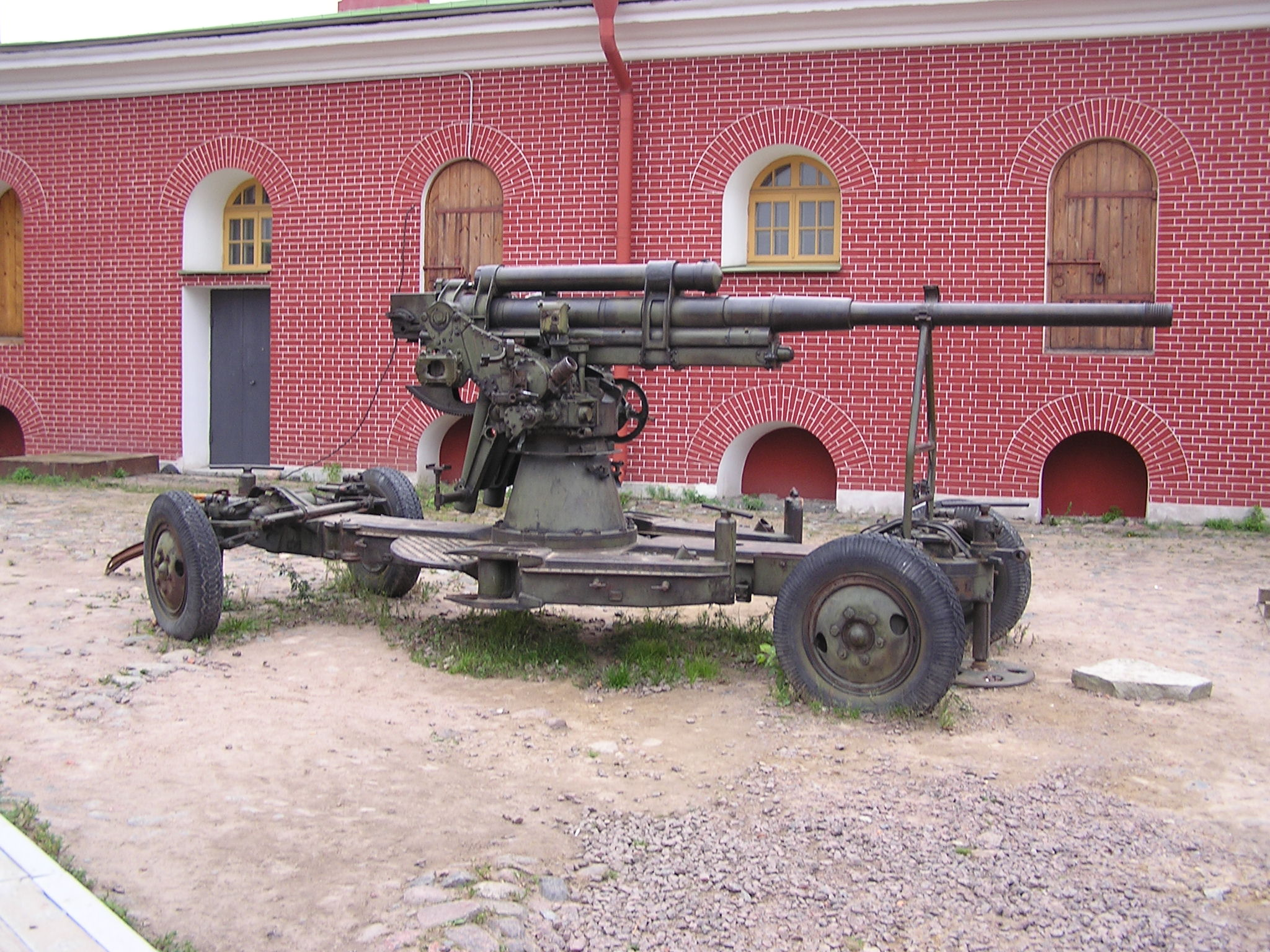
76 mm armata przeciwlotnicza wz. 1938

76 mm armata przeciwlotnicza wz. 1938 – radzieckie działo przeciwlotnicze produkowane w latach 1938–1940. Zaprojektowana na bazie 76 mm armaty przeciwlotniczej wz. 1931 – głównym ulepszeniem było zastosowanie czterokołowej lawety ZU-8, pozwalającej na skrócenie czasu przejścia w położenie bojowe. Do strzelania stosuje się naboje scalone z pociskiem odłamkowym o masie 9,54 kg, przeciwpancerno-smugowym o masie 9,2 kg, przeciwpancerno-smugowo-podkalibrowym o masie 4,99 kg. W momencie ataku Niemiec na ZSRR, 22 czerwca 1941 roku, Armia Czerwona była w posiadaniu 750 armat tego typu. Zastąpiona w produkcji przez stanowiącą jej rozwinięcie 85 mm armatę przeciwlotniczą wz. 1939 (52-K).